# Сворово
Сворово (пол. Sworowo) — село в Польщі, у гміні Пакослав Равицького повіту Великопольського воєводства.
Населення — 274 особи (2011).
У 1975-1998 роках село належало до Лешненського воєводства.

## Демографія
Демографічна структура станом на 31 березня 2011 року:
|          | Загалом | Допрацездатний вік | Працездатний вік | Постпрацездатний вік |
| -------- | ------- | ------------------ | ---------------- | -------------------- |
| Чоловіки | 141     | 35                 | 92               | 14                   |
| Жінки    | 133     | 30                 | 79               | 24                   |
| Разом    | 274     | 65                 | 171              | 38                   |